# Constantin Pricop
Constantin Pricop (n. 20 ianuarie 1949, Piatra-Neamț, Neamț, România) este un critic și istoric literar, profesor universitar, poet și romancier român.

## Biografie
Constantin Pricop s-a născut la Piatra Neamț, fiind fiul Aurorei Pricop (născută Pătrașcu) și al lui Constantin Pricop, profesor.
Urmează școala elementară la Piatra Neamț, Liceul „Ștefan cel Mare” din Suceava, Facultatea de Filologie, română-franceză, a Universității „Alexandru Ioan Cuza” din Iași, absolvită în 1972.
În 1999 devine doctor în filologie al Universității „Alexandru Ioan Cuza” din Iași, cu o teză de doctorat despre critica literară din perioadă interbelică, sub îndrumarea acad. prof. univ. dr. Constantin Ciopraga.
Din 1990 este membru al Uniunii Scriitorilor din România.

## Activitatea literară și universitară
- În 1971-1972 este redactor-șef al revistei studențești „Alma Mater”[3]
- Lucrează, succesiv, pe posturile de corector, redactor și secretar general de redacție la revista Convorbiri literare (1972 - 1991)[1]
- Cariera universitară: Lector la Universitatea „Ștefan cel Mare” din Suceava (1990-1991); începînd din 1992, lector  (1992-2001), conferențiar (2001-2005), din 2005 profesor univ. dr. la Catedra de Literatură Română a Facultății de litere a Universității „Alexandru Ioan Cuza” din Iași
- Prodecan al Facultății de Litere din Universitatea „Alexandru Ioan Cuza” din Iași (2004- 2006)[2]
- Șef de catedră (Catedra de Literatură română din cadrul Facultății de Litere a Universității „Alexandru Ioan Cuza” din Iași) (2006- 2012)
- Professor Emeritus -  Universitatea „Alexandru Ioan Cuza” Iași (2015)

Altele:
- Redactor al Almanahului "Convorbiri literare" (în anii 1986, 1987, 1989)
- Redactor șef adjunct al revistei lunare de cultură "Sud-Est" (Chișinău) (1991- 1992)
- Din 1998 pînă la desființarea din lipsă de fonduri redactor al ”Analelor Univ. ‘Al. I. Cuza’ Iași, secția Litere”
- Fondator și redactor șef - ”Continent”, Revistă de dialog Est-Vest (1999)
- Începînd cu 2017 și pînă în prezent este redactor șef al revistei literare ”Expres cultural”

## Volume publicate

### Lucrări de istorie și critică literară
- Marginea și centrul, Editura Cartea românească, București, 1990
- Seducția ideologiilor și luciditatea criticii. Privire asupra criticii literare românești din perioada interbelică, Editura Integral, București, 1999
- Literatura și tranziția, Editura Universității “Al. I. Cuza”, Iași, 2000
- Naratori și modelare umană în medievalitatea românească (în colaborare cu Elvira Sorohan și Valeriu P. Stancu), Editura Junimea, Iași, 2000. Ediția a doua a apărut în 2002.
- Literatura română postbelică. Preliminarii, Vol. 1, Editura Universității “Al. I. Cuza”, Iași, 2005
- Începuturile literaturii române. Analize, Editura Universității "Al. I. Cuza", Iași, 2012

### Volume de literatură
- Viața fără sentimente (poezie), Editura Eminescu, București, 1982
- Simple poème, La Page Blanche, 2012 (Ebook)
- Signes sur La Page Blanche, La Page Blanche, 2012 (Ebook)
- Noua educație sentimentală (roman) , Editura Alfa, Iași, 2015
- Verglas (poezie), Editura Charmides, 2019
- Simple poème, ediția a II-a, Les Editions Lpb, Paris, 2023
- Signes sur La Page Blanche, ediția a II-a, Les Editions Lpb, Paris, 2024

### Articole
A publicat cîteva sute de studii, eseuri și articole privind literatura română și universală, probleme generale de cultură și cultură politică în aproape toate revistele importante din România și în reviste academice. O mică parte din textele publicate în reviste au fost antologate în volume.

## Aprecieri critice
- Traian T. Coșovei despre Viața fără sentimente: „Fără să apeleze la toate trucurile puse în scenă de poezia ultimilor ani, respingînd retorismul și discursivitatea tocmai cînd acestea par mai curtate ca niciodată, evadînd solitar din infernele climatizate ale metropolei spre înălțimile ideilor, Constantin Pricop a căștigat un „pariu” ambițios atît cu sine, cît și cu generația sa, dovedind că inteligența, sensibilitatea și talentul pot clădi edificii poetice pe orice teren.”
- N. Steinhardt despre Viața fără sentimente: „O analogie cu Anton von Webern și acela tot atît de riguros, de grăbit, de concentrat. Distanțele, rezerva, ba și o doză de gheață, un suav amestec de orgoliu și timiditate, pudoarea verbală și sfiiciunea emoției…”
- Adrian Marino despre Marginea și centrul: „Cazul lui Constantin Pricop este cu atît mai notabil cu cît orientarea sa trădează toate semnele unui sigur instinct critic. Autorul nu face parte din nici o grupare. /.../ Ce spune, în esență Constantin Pricop? El este pe cît de categoric, pe atît de decis să-și asume nu puține „riscuri”. Criticul ar dori deci ca în locul „foiletonistului”  să pună pe „eseist”, în locul „criticului de direcție” pe „gînditor”. /.../ De ce? Fiindcă recunoașterea „valorii estetice”, deși indispensabilă, nu mai este de ajuns. Simpla operație de acest gen nu mai satisface. /.../ … Criticul-polemist ieșean dorește situarea literaturii în mediul său cultural și în contextul său teoretic. Fiindcă, de fapt, fără preconcepte, raportări și relații teoretice nu se mai poate face critică literară. Evident, o critică literară complexă, care să țină seamă nu numai de întreg sistemul de valori infuz în text, dar în primul rînd de o anume definiție a literaturii. /.../ Literatura, orice s-ar spune, nu este numai o simplă experiență individuală. Ea are multiple dimensiuni. /.../ Iar critica literară nu poate trece peste ele. /.../ Cînd trece la aplicații, sînt de făcut mai multe observații. Mai întîi aceea că numărul conceptelor sau temelor teoretice importante este destul de mare pentru o carte, în fond, de mici dimensiuni. De unde deosebita sa densitate. /.../ Autorul are în toate împrejurările opinii proprii, în genere despărțite de clișeele curente. /.../ Printre criticii „tineri” cu înclinații teoretice el oferă exemplul destul de rar de independență reală și, mai ales, militantă.”
- Gheorghe Grigurcu despre Marginea și centrul: „Nu este exclus ca unele din intuițiile neconformiste, atît de acide și de loiale, ale lui Constantin Pricop să fie reținute de confrații noștri din viitor.”
- Codrin Liviu Cuțitaru despre Seducția ideologiilor și luciditatea criticii: „Analiza atentă, deterministă a lui Constantin Pricop se constituie într-o veritabilă istorie culturală a criticii românești de dinainte de 1950, lucru absolut nou în literatura noastră de astăzi.”
- Emanuela Ilie despre Noua educație sentimentală: „Sub un titlu de influență flaubertiană, Noua educație sentimentală ascunde, trebuie să o recunosc de la început, o ficțiune pluristratificată, pe care nu o pot degusta decît cititorii obișnuiți cu plăcerile metanarative.”
- Al. Cistelecan despre Verglas: „Sentimentul acestei inutilități - și a poeziei și a ființei - e cu atît mai dramatic - deși domesticit de dicțiunea senină - cu cît în acest pustiu existențial agonia e chiar cea a supraviețuirii iluziei și iluminării.”